# Fran Cimperman
Fran Serafin Cimperman, slovenski pesnik, * 3. september 1852, Ljubljana, † 30. maj 1873, Ljubljana.

## Življenje in delo
Starši so bili kmečkega porekla Andrej Cimperman in Marija (roj. Brezovar), ki so s skromnimi sredstvi in majhno prodajalno komaj preživljali družino. Ko je leta 1864 uspešno dokončal osnovno šolo pri cerkvi sv. Jakoba v Ljubljani, se je začel izobraževati za blagajnika, vendar je moral ta poklic opustiti zaradi slabega vida. Nato se je preizkusil v knjigoveštvu, toda ni mogel prenašati neustreznega delovnega okolja. Jeseni naslednjega leta je vstopil v gimnazijo, kjer je bil med najbolj nadarjenimi učenci. Kot osemnajstletnik si je zagotovil finančno podporo za študij filozofije na univerzi. Vendar je februarja 1873 hudo zbolel, med okrevanjem pa se je znova prehladil na očetovem pogrebu 24. maja 1873. Bolezen, imenovana »želodčna mrzlica«, se je ponovila, zaradi česar je tudi umrl.
Prve pesmi z versko in domoljubno tematiko je začel objavljati v četrtem razredu, z odraščanjem pa se je njegovo pesništvo razširilo na druge vidike njegovega duhovnega, čustvenega in ustvarjalnega življenja. Pesmi je objavljal v Zgodnji Danici in Besedniku. V njegovi liriki posebej izstopa ljubezen do narave – njegove pesmi so izražale jasna, vesela čustva, pomladno razpoloženje in vtise s potovanj (na primer »Na planine«, »Cirkniško jezero«), pa tudi ljubezen do družine, zlasti do matere. Ukvarjal se je z basnijo in na podlagi Lessingovih pogledov o njej napisal tudi teoretično razpravo. Poleg nekaj lirsko-epskih pesnitev (romanc) je napisal tudi daljšo epsko pesem o grških osvobodilnih vojnah, imenovano »Boj pri Lemnu«. Zgledoval se je pri uveljavljenih slovenskih pesnikih Francetu Prešernu (»Boj pri Lemnu«), Franu Levstiku (pri potopisnih pesmih) ter še posebej Simonu Jenku (pri pesmi »Rože in trnje« in drugih) in Josipu Stritarju (pri potopisnih pesmih). Nekaj vplivov je dobil tudi pri Petru Preradoviću (pesem »Plavaj, plavaj, barka moja«). Zbrane pesmi brez verskih pesmi je po njegovi smrti izdal brat Josip Cimperman.